# Wahlenbergia subulata
Wahlenbergia subulata là loài thực vật có hoa trong họ Hoa chuông. Loài này được (L'Hér.) Lammers miêu tả khoa học đầu tiên năm 1995.